# Triodia compacta
Triodia compacta là một loài thực vật có hoa trong họ Hòa thảo. Loài này được (N.T.Burb.) S.W.L.Jacobs miêu tả khoa học đầu tiên năm 1992.